# Luís Carlos Ferracioli
Luís Carlos Ferracioli (Mococa, 1949 - 2019) foi um pintor brasileiro.
O artista plástico Ferracioli dedicou-se exclusivamente à pintura desde 1970. Passou por diversas fases dentro da linha figurativa, sendo influenciado a princípio pelo surrealismo e pelo cubismo, chegando a uma síntese atual em que predominam texturas, além da busca de efeitos cromáticos num disciplinado rigor geométrico.
Durante mais de 40 anos atuando no mercado de arte, Ferracioli realizou diversas exposições no Brasil e no exterior.
Sua arte foi marcada pela fase surrealista, produzida entre a década de 70 e início de 90, predominando temáticas figurativas como cenas de Xadrez e do Clássico Dom Quixote de Cervantes.
Após a fase "Construções" sua ultima fase foi denominada "tropical", em que utilizou formas mais orgânicas fugindo um pouco do rigor geométrico anterior. 
Faleceu no dia 28 de maio de 2019, aos 69 anos. 